# 夏味ランデブー
「夏味ランデブー」（なつあじランデブー）は、日本のボーカルダンスユニット・M!LKの通算4枚目となるシングル。
2016年8月10日にSDRから発売された。

## 収録曲
1. 夏味ランデブー [3:17]
作詞：Yuki-Kokubo、作曲：Yuki-Kokubo・Masaki lehara、編曲：Masaki Iehara
2. サマーガンバ!! [3:32]
作詞・作曲・編曲：NA.ZU.NA
  - すいか盤のみ
3. ｢好きだ!｣っていえない [4:43]
作詞・作曲：YUTARO (SUPA LOVE)、編曲：金崎真士
  - わたあめ盤のみ
4. まっしろサンライズ [4:59]
作詞・作曲：宮崎まゆ (SUPA LOVE)、編曲：Tak Miyazawa
  - アイス盤のみ

## 収録アルバム
- Jewel ※｢夏味ランデブー｣のみ